# Joaquín Sorolla García vestido de blanco
Joaquín Sorolla García vestido de blanco es una obra de Joaquín Sororolla y Bastida pintada al óleo sobre lienzo con unas dimensiones de 85 x 65 cm. Datada en el año 1896, forma parte del fondo del Museo Sorolla de Madrid, del que forma parte de su exposición permanente. Pasó a formar parte de la colección del museo tras la donación del legado de Joaquín Sorolla García a la Fundación Museo Sorolla en 1951.
Se trata de un retrato de tres cuartos del único hijo varón del pintor, Joaquín Sorolla García, de niño, vestido de blanco, sentado y observando al espectador. Sorolla retrató en numerosos lienzos a su familia, tanto a su esposa Clotilde, como a sus descendientes. Su hijo Joaquín aparece por ejemplo en Mi familia, junto a su mujer Clotilde y a sus hijas María y Elena. En 1917 volvería a pintar un retrato de su hijo sentado, esta vez ya adulto, Joaquín Sorolla García sentado, también expuesto en el Museo Sorolla. Otro retrato de su hijo es Joaquín Sorolla García y su perro.